# Referendum na Slovensku 2004
Referendum na Slovensku v roce 2004 bylo šesté referendum na Slovensku; konalo se 3. dubna 2004. Účast byla 35,86 %, a proto bylo neplatné.
Otázka zněla:  „Jste pro to, aby poslanci NR SR přijali ústavní zákon o zkrácení III. volebního období NR SR tak, aby se volby do NR SR konaly v roce 2004?" (86,78 % hlasovalo ANO, 11,93 % hlasovalo NE)
Referendum na téma zkrácení třetího volebního období NR SR bylo vyhlášeno podle petiční akce Konfederace odborových svazů, podporované zejména stranou SMER, ale i dalšími opozičními stranami KSS, SDĽ a HZDS. Ze 608 518 podpisů voličů na petičních arších bylo platných 557 282. Referendum vypsal prezident Rudolf Schuster na 1. den prezidentských voleb 2004.

## Výsledky
| Výběr                  | Hlasy     | %    |
| ---------------------- | --------- | ---- |
| Pro                    | 1,305,023 | 87.9 |
| Proti                  | 179,524   | 12.1 |
| Neplatné/prázdné hlasy | 19,237    | –    |
| Celkem                 | 1,503,784 | 100  |
| Zdroj: Nohlen & Stöver |           |      |